# 張世儫
張世儫（Simon Chang），是為台灣少見跨越建築、音樂、美術、電影、電視等藝術多領域的導演和編劇，曾使用張世豪姓名一段時間。2001年編導中視單元劇《Mr.COM之死》在第36屆金鐘獎入圍9個獎項，成為該屆提名最多戲劇作品，張世儫則是榮獲『單元劇編劇獎』與『美術指導獎』2座獎項肯定。2012年編導和監製個人首部電影長片《手機裡的眼淚》，也是張世儫擔任開南大學創意產業與數位電影學程系主任後產學合作的電影作品。

## 電視
- 1999年：公視-人間四月天 配樂
- 2001年：中視-Mr.COM之死 導演、編劇、製作人、音效、美術、配樂
- 2001年：中視-水晶情人 導演、編劇、製作人、音效、美術、配樂
- 2002年：中視-星砂 導演、編劇、製作人、音效、美術、配樂
- 2004年：人間衛視-天使正在對話 導演、編劇、製作人

## 電影
- 2000年：夜奔 製片
- 2012年：手機裡的眼淚 導演、編劇、監製、配樂
- 2018年：最後的記憶 監製

## 劇場
- 2011年：門徒音樂劇 策劃、作曲

## 音樂
- 1995年：旅夢系列之一 牧歌 李建復專輯 作曲
- 1995年：旅夢系列之二 相思 陳儷玲專輯 作曲
- 1999年：我不知道風是在哪一個方向吹 單曲 作曲
- 2012年：手機裡的眼淚電影原聲帶 配樂 作曲

## 獎項紀錄
| 年份   | 頒獎典禮     | 獎項                 | 作品       | 結果 |
| ------ | ------------ | -------------------- | ---------- | ---- |
| 2001年 | 第36屆金鐘獎 | 單元劇導演（導播）獎 | Mr.COM之死 | 提名 |
| 2001年 | 第36屆金鐘獎 | 單元劇編劇獎         | Mr.COM之死 | 獲獎 |
| 2001年 | 第36屆金鐘獎 | 音效獎               | Mr.COM之死 | 提名 |
| 2001年 | 第36屆金鐘獎 | 美術指導獎           | Mr.COM之死 | 獲獎 |
| 2002年 | 第37屆金鐘獎 | 音效獎               | 星砂       | 提名 |

## 外部連結
- 張世儫的Facebook專頁
- 張世儫 - MovieCool 華文影劇數據平台
- 張世儫 - 台灣電影網 Taiwan Cinema （页面存档备份，存于）